# Mana (pokrm)

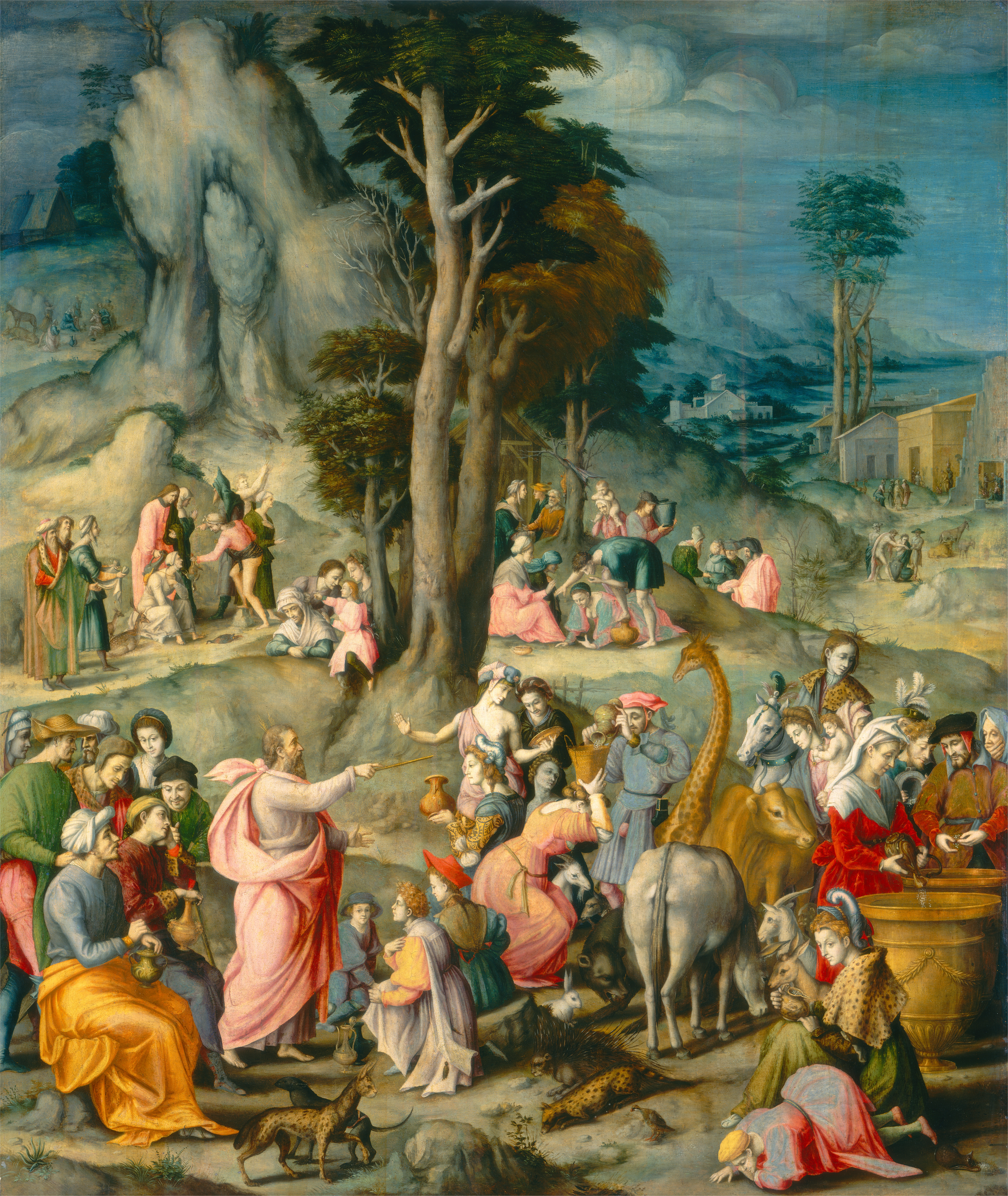
Sbírání many (Francesco Ubertini Bachiacca, 1555)

Mana (hebrejsky man) je pokrm, kterým Bůh živil na čtyřicetileté cestě pouští Izraelský lid. Její první seslání se popisuje v starozákonní knize Exodus, 16. kapitola. Pravděpodobně se jedná o pryskyřici nebo mízu tamaryšku.
Podle tohoto vyprávění Izraelité měli námitky proti Bohu a Mojžíšovi, který je vedl, že nemají co jíst a že zemřou hlady. Mojžíš se proto modlil k Bohu a ten seslal lidu manu. Mana je jakousi náhradou za chléb. V Exodu se píše: A ráno padala kolem tábora rosa. Když rosa přestala padat, hle, na povrchu pouště leželo po zemi cosi jemně šupinatého, jemného jako jíní.
Etymologie názvu je vysvětlována v Exodu z otázky, kterou si Izraelité při pohledu na manu kladli: מָן הוּא‎ (man hú Co je to?). Hebrejské slovo ve skutečnosti asi pochází z aramejštiny a jeho původní význam není znám.
Mana je symbolem Boží starostlivosti a prozřetelnosti vůči svému lidu, je symbolem pokrmu a síly, kterou Bůh dává člověku na jeho cestu. V tomto ohledu evangelium podle Jana srovnává manu a eucharistii a představuje eucharistii jako pravou, skutečnou manu, jejímž předobrazem byla právě mana seslaná Izraelitům na poušti.
V lidových rčeních je mana symbolem něčeho vynikajícího, nesmírně chutného, lahodného (srov. „je to mana nebeská“).

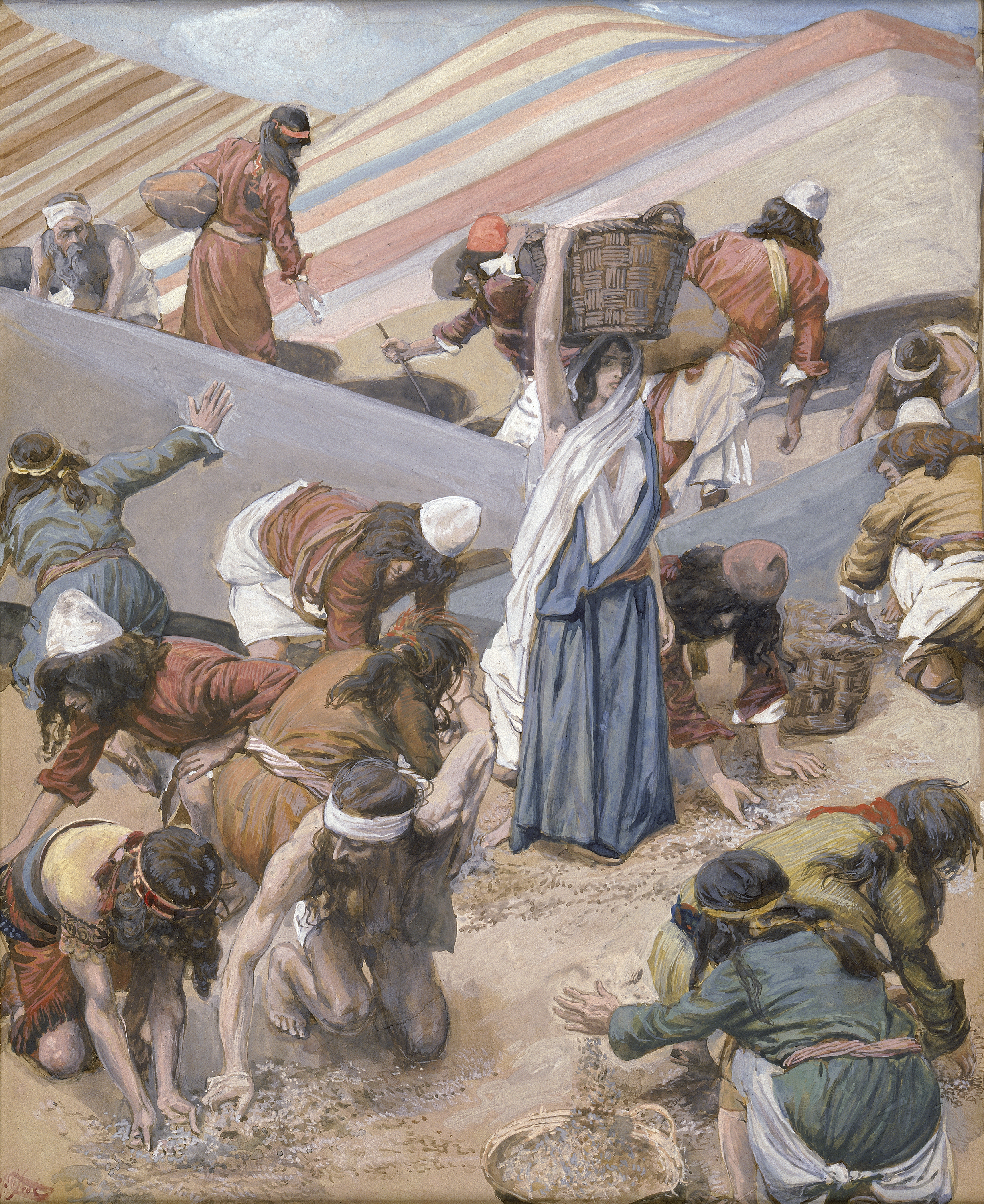
Sběr many (James Tissot, konec 19. stol.)

Identifikace many s konkrétní rostlinou zajímala lidi a badatele od pradávna. Rozšířený byl názor, že jde o ztuhlou mízu Tamaryšku mannodárného (Tamarix mannifera) anebo Mannovce mouřenínského (Alhagi maurorum). Ke konci 19. století došli bibličtí historici k názoru, že se jednalo o jedlý lišejník. František Polívka ve svém popisu rostlin cizích zemí uvádí: "Co týká se tak zv. manny biblické, o níž se vypravuje ve Starém zákoně, že pršela s nebe, když byli Israelité na poušti, nelze ji považovati za mannu ani z mannovce ani z tamaryšku, nýbrž za jedlý lišejník zvaný Sphaerothallia seu Lecanora esculenta Evers., který se dosud ve stepích severní Afriky, Arábie, Malé Asie a Persie hojně vyskytuje a po větších deštích úžasně rychle se množí, tak že pokryje půdu až 15 cm vysoko. Nastane-li pak počasí suché a větrné, odtrhují větry tento lišejník od jeho podkladu a zanášejí jej často i do vzdálených krajin, tak že se v těch krajinách potom zdá, jako by byl lišejník „spadl s nebe“. Dnešní archeologie popírá výskyt velké skupiny lidí po několik desetiletí na Sinajské poušti v předpokládané době Exodu, což pátrání po maně poskytující v poušti stravu rozsáhlé společnosti posouvá do oblasti mýtů. Tím ovšem není dotčeno běžné užití výše uvedených rostlin.